# كينيث مكلارين
كينيث مكلارين (بالإنجليزية: Kenneth McLaren)‏ هو عسكري جنوب أفريقي، ولد في 1860، وتوفي في 1924.